# Lionel Cox
Lionel Cox (n. 5 decembrie 1930, Brisbane, Queensland, Australia – d. 9 martie 2010, Sydney, Noul Wales de Sud, Australia) a fost un ciclist australian, medaliat olimpic. A participat la o ediție a Jocurilor Olimpice (1952) în care a câștigat o medalie de aur.

## Participări
Lista de mai jos prezintă principalele competiții la care a participat Lionel Cox de-a lungul carierei.
- Pyöräily kesäolympialaisissa 1952 – miesten tandem[*]